# María Belén Cueto Martín
María Belén Cueto Martín (Granada, 27 de agosto de 1973) es una deportista española, jugadora de voleibol y profesora española.

## Trayectoria
Ha sido jugadora de Voleibol y ha pertenecido a la División de Honor de este deporte. Licenciada en Educación Física y Doctora en Educación Física. Miembro del grupo de investigación HUM 473: Valoración del Entrenamiento Deportivo e Investigación Biomédica del Deporte, de la Junta de Andalucía. Tuvo una beca del Consejo Superior de Deportes para la realización de su Tesis Doctoral.
Durante nueve años ha ejercido como profesora de Enseñanza Secundaria en el Colegio Diocesano Virgen del Espino de Chauchina (Granada) y tras este periodo se ha incorporado a la Universidad de Granada como profesora del Departamento de Educación Física y Deportiva, del que forma parte como profesora Contratada Doctora desde octubre de 2012.
Su tesis doctoral, titulada "Efecto de la altitud en los sistemas de regulación de la presión arterial (renina-angiotensina-aldosterona) en deportes de equipo. Estudio de caso: Voleibol femenino" fue defendida el 26 de febrero de 1999 en el Programa de Doctorado Nuevas Perspectivas de Investigación en Ciencias del Deporte.
En la actualidad es profesora de la Facultad de Ciencias del Deporte de la Universidad de Granada.  Coordina el programa MAMI DEPORTE® (Metodología Activa para la Mejora de la Iniciación al Deporte). Se trata de un proyecto realizado en un principio como Proyecto de Innovación Docente, junto con un grupo de estudiantes de Ciencias del Deporte con el objetivo de que las familias -madres, padres, niñas y niños- practiquen deporte juntos y simultáneamente.